# Янковце
Янковце (словац. Jankovce) — село и одноимённая община в районе Гуменне Прешовского края Словакии. В письменных источниках начинает упоминаться с 1317 года.

## География
Село расположено в юго-восточной части края, в южной части Низких Бескид, на левом берегу реки Ольки, при автодороге 3830. Абсолютная высота — 173 метра над уровнем моря. Площадь муниципалитета составляет 5,69 км².

## Население
| Год:                | 1994 | 2004    | 2014    | 2024    |
| ------------------- | ---- | ------- | ------- | ------- |
| Количество человек: | 279  | 268     | 272     | 269     |
| Разница:            |      | −3,94 % | +1,49 % | −1,10 % |

По данным последней официальной переписи 2011 года, численность населения Янковце составляла 268 человек.